# Press de banca

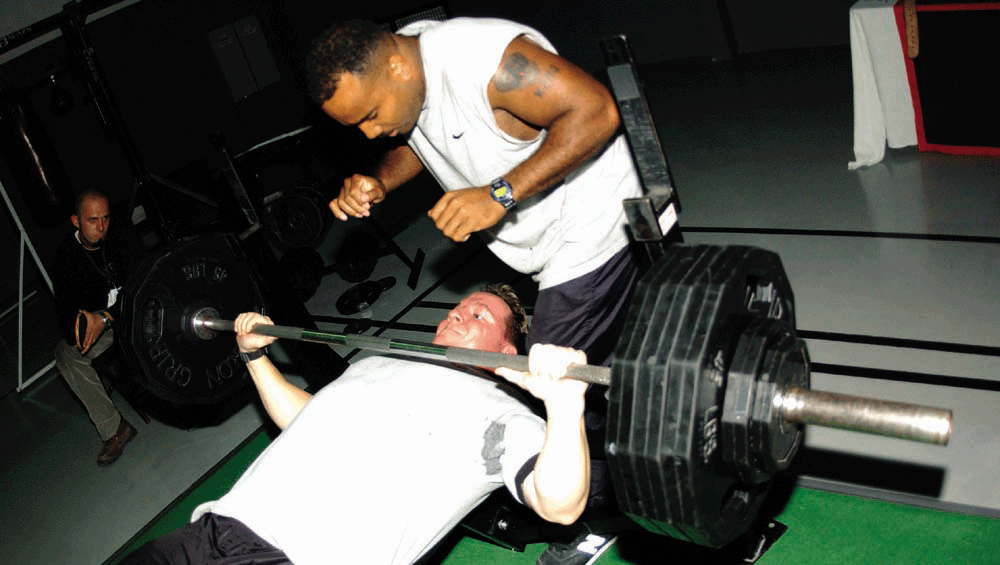
Un marinero de la armada de los Estados Unidos levanta 345 lb (156 kg) en press de banca.

El press de banca, press de pecho, fuerza en banco, fuerza acostado o press banca, es un ejercicio de peso libre que trabaja principalmente la zona superior del cuerpo.
Este ejercicio físico es uno de los tres realizados en powerlifting (peso muerto, sentadillas, y press de banca), y también se utiliza en el culturismo como un ejercicio para el pecho, (principalmente músculos pectorales) el tríceps y el fascículo anterior del deltoides. El levantador se tumba sobre su espalda en un banco, levantando y bajando la barra directamente por encima del pecho. Está pensado para el desarrollo de los músculos del pecho, los deltoides anterior y los serratos anteriores, existe una variación para el tríceps, denominado press francés. En este ejercicio hay muchas variantes: en el ángulo de la banca, pudiendo realizarse en un banco horizontal, declinado o inclinado; y también con el equipamiento utilizado, pudiendo hacerse con barra, mancuernas o máquina Smith.

## Ejecución del movimiento
Recostado sobre un banco horizontal, los brazos estirados verticalmente, con la barra cargada en las manos, el movimiento consiste en bajar la barra hasta que toque el torso (fase excéntrica) y luego subir (fase concéntrica) hasta la posición inicial. Las manos están en pronación, es decir, las palmas hacia los pies (la amplitud del movimiento debe adaptarse según la morfología). Dependiendo del objetivo del atleta y de la carga, el movimiento se repite generalmente de 3 a 15 veces (una vez = una repetición), lo que forma una serie. La distancia entre las manos es generalmente un poco más ancha que el ancho de los hombros, lo que permite obtener el máximo beneficio de la fuerza combinada de los tríceps y los músculos pectorales. La inspiración se hace durante el descenso de la barra, la expiración durante el ascenso.
Cuando se utilizan cargas pesadas, un asistente colocado a la altura de la cabeza del atleta facilita la salida y el retorno de la barra a sus soportes, pero está presente principalmente para ayudar al atleta a levantarse de la barra en caso de que ya no pueda hacerlo. Con cargas muy pesadas, se coloca un asistente en cada extremo de la barra.
En competición, sólo se realiza una repetición. El atleta debe inmovilizar la barra sobre su pecho y esperar la señal del juez  antes de elevar la carga, lo que tiene el efecto de impedir que se aproveche del ligero rebote de la carga sobre la caja torácica.

## Repeticiones
- Resistencia muscular - Para entrenar la capacidad del músculo de ejercer una cierta fuerza durante el mayor tiempo posible, se busca generar estrés metabólico, para lo que deben realizarse de 15 a 60 repeticiones con un 25-65% del RM(repetición máxima) lo más cercano al fallo muscular(punto en que la técnica no puede ser realizada correctamente debido a la fatiga acumulada) posible.
- Hipertrofia muscular - Se desconoce con exactitud la manera en que se produce la hipertrofia(crecimiento muscular) en el cuerpo. Gran cantidad de estudios recomiendan series de entre 6 a 12 repeticiones, de manera que se pueda equilibrar la generación de tensión mecánica y estrés metábolico(según los mismos estudios) lo más cercanas al fallo muscular que sea posible, con un 70-80% del RM. Sin embargo, los estudios más recientes señalan que no son importantes ni la carga ni las repeticiones sino el simple hecho de alcanzar el fallo muscular y mejor aún si se va a través de él(es decir, continuar intentando empujar la barra luego de casi drenar todas las fuerzas disponibles, cosa poco recomendable y peligrosa si no se cuenta con la ayuda de un spotter). Aunque, si el objetivo es aumentar la masa muscular, también será un factor realmente importante una dieta bien planificada, especialmente con un alto consumo de agua, carbohidratos de absorción lenta y proteínas, de lo cual se puede encontrar mucha información en internet. Se recomienda un superávit calórico para maximizar el crecimiento muscular, pero no es algo estrictamente necesario.
- Fuerza muscular - Para aumentar las conexiones neuronales con el músculo, las cuales son las encargadas de controlarlo de la manera más eficiente y completa para realizar una contracción, se busca generar la mayor tensión mecánica posible, para lo que deben realizarse de 1 a 6 repeticiones con un 85-100% del RM.

## Historia
En 1899, Georg Hackenshmidt realizó el primer press de barra registrado. Este press de barra fue realizado directamente sobre el suelo. Acostado de espaldas con muslos, piernas y pies sin levantarse del suelo, levantó una barra con pesas que pesaban 164 kilogramos (361,6 lb).
Es probable que entrenamientos similares hayan existido en la antigua Grecia y Roma, pero no hay evidencia absoluta de esto. Este entrenamiento es inventado por Hackenshmidt para entrenarle para la lucha grecorromana, deporte del cual el era practicante.
La siguiente innovación vino de Georg Lurich. Él levantó 443 libras. A diferencia de Hackenshmidt, Lurich había utilizado una técnica de "belly toss" (levantar con el vientre) en lugar del press según Hackenshmidt. Este método llegó a ser el más popular entre los levantadores de pesas debido a que les permitía levantar mayores pesos. Durante gran parte de las décadas de 1920 y 1930, este método fue popular. Bill Lilly fue el levantador más destacado de este periodo. Debido a su gran flexibilidad, estableció muchos récords. alcanzó el récord de 484 libras.
Las crítica a este "truco de contorsionista" fue oída por la Unión Atlética Amateur (AAU), que en 1939 intentó estandarizar la prueba. Prohibió doblar las piernas, levantar los glúteos o la espalda del banco o incluso separar los talones. La sanción era la descalificación de la competición. Así se estandarizó lo que la AAU llamó “pullover and press". También aprobó el uso de spotters.
En 1940 y 1950, en el ámbito del fisicoculturismo, empezó a buscarse más crecimiento de los pectorales, cosa que antes no se buscaba con tanto ahínco. Por esto, los fisicoculturistas practicaban el press de barra con el fin de hacer crecer a sus pectorales. Los fisicoculturistas añadieron los rack stanchions, donde podía reposar las pesas. Estas servían de ayuda y hacía que los deportistas ya no necesitaran un spotter.
En 1973, surge un organismo que registre los récords. Esta es la Federación Internacional de Levantamiento de Potencia (IPF). En 1983, a la competencia, fueron introducidas las bench shirt, camisas ajustadas que permiten mejorar el rendimiento. Esto hará que los records posteriores a 1983 sean divididos en dos: con bench shirt y sin bench shirt.

## Récords mundiales
Gene Rychlak había logrado el récord de 459 kg en diciembre de 2006, batiendo la marca anterior de Scot Mendelson. No obstante, el récord mundial de press de banca Raw (sin ningún tipo de equipo soportivo), lo tiene Julius Maddox con 355 kg.
El récord absoluto Raw en España, lo tiene Jesús María Varela, con 240 kg.

## Músculos solicitados
Este movimiento involucra al menos los siguientes músculos:
- porción corta del  bíceps (sinérgico)
- serrato anterior (sinergico)
- músculo deltoides anterior (motor)
- músculo deltoides lateral (estabilizador)
- músculo dorsal ancho (estabilizador)
- músculo pectoral mayor (motor)
- músculo redondo mayor (antagonista)
- músculo tríceps (motor)
- coracobraquial (motor)